# لئون کنتن
لئون کنتن (فرانسوی: Léonce Quentin‎; ۱۶ فوریهٔ ۱۸۸۰ – ۱ دسامبر ۱۹۵۷) کماندار اهل فرانسه بود.